# Йохан Фридрих фон Луксбург
Йохан Фридрих фон Луксбург (на немски: Johann Friedrich Reichsgraf von Luxburg; * 25 юни 1748 в Санкт Гален; † 30 юни 1820 в Некархаузен) е от 1790 г. граф на дворец Луксбург в Егнах на Боденското езеро, таен съветник и главен шенк в Пфалц, Цвайбрюкен и ландграфство Хесен-Дармщат. Той е родител на графовете фон Луксбург в Бавария.
Той е син на търговеца на сол фрайхер Йохан фон Гиртанер, преименован на фон Луксбург (1705 – 1781) и съпругата му Мария Катарина Бургхардт фон Щофани.
Той е от съветническата фамилия „Гиртанер“ от Ст. Гален в Швейцария. Баща му през 1776 г. е издигнат на имперски рицар от император Йозеф II и се нарича на купения от него през 1761 г. замък Луксбург в Егнах на Боденското езеро. През 1779 г. баща му и фамилията му получават титлата имперски фрайхер.
Йохан Фридрих фон Луксбург е издигнат на 24 септември 1790 г. в Мюнхен на имперски граф от курфюрст Карл Теодор фон Пфалц и Бавария.

## Фамилия
Йохан Фридрих фон Луксбург се жени на 7 март 1780 г. в Хомбург за фрайин Каролина Мария Фогт фон Хунолщайн (1757 – 1820), дъщеря на съветника в ландграфство Хесен-Касел Фридрих фон Хунолщайн.. Те имат три деца:
- Карл Август Емил Лудвиг фон Луксбург (* 25 март 1782; † 1 септември 1849, Манхайм), интендант на театъра в Манхайм, женен на 25 април 1814 г. в Зекенхайм за вдовицата Елеонора Денюел (* 3 септември 1787 в Париж; † 30 януари 1868, Париж), любовница на император Наполеон I
- Фридрих Кристиан Карл Йохан фон Луксбург (* 20 юни 1783, Цвайбрюкен; † 10 юни 1856, Райхенхал), кралски баварски кемерер и посланик, имперски граф, женен на 7 януари 1819 г. в Дрезден за фрайин Мария Анна фон Гумпенберг-Пьотмес (* 5 ноември 1793, Ландсхут; † 26 октомври 1854, Мюнхен), дъщеря на фрайхер Кайетан фон Гумпенберг и фрайин София фон Вайтерсхайм
- Августа Филипина Луиза Каролина фон Луксбург (* 9 юни 1787/1788), омъжена 1810 г. за фрайхер Вилхелм Лудвиг фон Берщет (* 6 юли 1769, Берщет; † 16 февруари 1837, Карлсруе), министър-президент на Баден